# 本多富敬
本多 富敬（ほんだ とみよし、寛文2年6月22日（1662年8月6日） - 元禄9年（1696年））は、福井藩重臣。高知席本多修理家第2代。
父は本多正房。弟は本多恒久。子は本多正賀。通称修理。
福井藩家老本多正房の嫡男として福井に生まれる。寛文11年（1671年）父正房の死去により家督と知行5000石を相続。延宝4年（1676年）藩主松平綱昌の家督相続の御礼言上の際に、将軍徳川家綱に拝謁する。貞享3年（1686年）藩主綱昌が改易となり、福井藩は所領を半知の25万石に削減され、富敬も知行2500石となる。元禄9年（1696年）没。享年35。家督は嫡男正賀が幼いため、弟の恒久（正倫）が相続した。